# Sea and Sand
Pistes de Quadrophenia
5:15 Drowned
Sea and Sand est une chanson du groupe britannique The Who, parue en 1973 sur l'opéra-rock Quadrophenia. Il s'agit de la douzième chanson de cet album, et la deuxième du second disque.

## Caractéristiques
Le personnage principal de l'album, Jimmy, vient d'arriver dans la ville de Brighton par le train du 5:15. Il se retrouve face à la mer, se rappelant les évènements qui l'ont mené jusque-là. Pete Townshend, l'auteur, décrit cette situation en ces termes :
« Il [Jimmy] parle des disputes à la maison et est un peu sarcastique lorsqu'il se rappelle l'après-midi passé sur la plage avec son ex-petite amie. C'est 1965 et la scène mod est déjà en train de disparaître- que peut-il faire à part aller à Brighton juste pour se souvenir? Les jours cinglés où 300 000 gamins mods descendaient sur cette petite ville côtière datent de trois semaines auparavant, mais il vit déjà dans le passé. »
Cette chanson est archétypique de l'album. Elle présente des parties calmes enchaînées à des passages électriques, comme les autres chansons du disque. Cependant, ce montage est beaucoup plus serré ici, notamment au début. Roger Daltrey et Pete Townshend se partagent le chant. On pourrait dire qu'il s'agit d'un opéra dans l'opéra. D'autre part, comme de nombreuses chansons de l'album, on peut déceler une auto-référence. Le premier single des Who (mais paru sous le nom de The High Numbers), I'm The Face est nommé, et même cité (lors de la coda).